# Albanwr
Albanwr est un prénom masculin d'origine galloise. Il n'y a pas ou peu de personnalités portant ce prénom.

## Étymologie
Albanwr est parfois (rarement) cité comme prénom masculin.
Plus généralement, Albanwr dérive d'Alba — le nom gaélique, gallois, cornique et breton de l'Écosse — et signifie « Écossais » en gallois,.